# La profecía (álbum)
La profecía es el nombre del tercer disco de Amistades Peligrosas. Ya terminada su relación sentimental, Cristina y Alberto sufren un proceso de madurez que se palpa notablemente en este disco. Fue lanzado al mercado a principios de 1996 bajo EMI Music Spain y ganó triple disco de platino en España y disco de oro en Argentina, vendiendo en total 340,000 copias a nivel internacional.
El álbum abre con el sonido de una flauta que da paso a Me quedaré solo, canción que escribió Alberto con motivo de su separación con Cristina.
El príncipe valiente es la siguiente canción elegida como sencillo, a la que le siguen Ángelus y Sacrifícate, un grito a favor de la libertad sexual, la pansexualidad, y el sexo en todas sus variantes.
Los dos componentes empiezan a expresar lo que piensan sobre algunos temas polémicos de la actualidad, experimentan con nuevos instrumentos y con una fórmula sincera, intrínseca y profunda.

## Diseño
En la portada del álbum aparecen retratados los integrantes del dúo, Alberto Comesaña y Cristina del Valle, como si se tratara de una pintura clásica. Ambos llevan túnica: ella, color amarillo ocre y él, roja. Ella mira intensamente y apoya su mano izquierda sobre sus pechos; él mira maliciosamente (en fase de excitación), porta en la cabeza una corona abierta de hojas de laurel y extiende su brazo derecho por detrás de ella con el dedo índice apuntando hacia arriba. Como fondo se ve una planta y parte del follaje de un árbol.
En la carátula trasera se encuentra la misma imagen, pero en su versión original. Sobre la ilustración se hallan escritos el nombre del álbum, los títulos de las canciones y su duración, así como los créditos y el copyright.
El CD, de color naranja, tiene dibujada una gran araña negra y exhibe el nombre del grupo, del álbum, los títulos de las canciones, así como los créditos y el copyright.

## Lista de canciones
| N.º | Título               | Duración |
| --- | -------------------- | -------- |
| 1   | Me quedaré solo      | 4:21     |
| 2   | El príncipe valiente | 4:02     |
| 3   | Será                 | 4:17     |
| 4   | Pasos en el túnel    | 3:36     |
| 5   | Angelus              | 4:25     |
| 6   | Hermanos de sangre   | 3:56     |
| 7   | Estrella             | 3:35     |
| 8   | Sacrifícate          | 4:23     |
| 9   | Eloí Eloí            | 4:10     |
| 10  | Bendita seas         | 4:57     |

- Datos: Q5967905